# ویلهلمشتال
ویلهلمشتال (به آلمانی: Wilhelmsthal) یک شهر در آلمان است که در کروناخ واقع شده‌است. ویلهلمشتال ۴٬۰۷۵ نفر جمعیت دارد.